# 1986 a jogalkotásban
1986-ban az alábbi jogszabályokat alkották meg:

## Magyarország

### Törvények (5)
- 1986. évi I. törvény 	 az illetékekről
- 1986. évi II. törvény 	 a sajtóról, egységes szerkezetben a végrehajtásáról szóló 12/1986. (IV. 22.) MT rendelettel
- 1986. évi III. törvény 	 a Magyar Népköztársaság 1985. évi költségvetésének és a tanácsok 1981–1985. évi pénzügyi tervének végrehajtásáról
- 1986. évi IV. törvény 	 a házasságról, a családról és a gyámságról szóló 1952. évi IV. törvény módosításáról
- 1986. évi V. törvény 	 a Magyar Népköztársaság 1987. évi állami költségvetéséről

### Törvényerejű rendeletek (34)
- Forrás: Törvényerejű rendeletek teljes listája (1949 - 1989)
- 1986. évi 1. törvényerejű rendelet 	 a jogtanácsosi tevékenységről szóló 1983. évi 3. törvényerejű rendelet módosításáról
- 1986. évi 2. törvényerejű rendelet 	 a Bernben az 1980. évi május hó 9. napján kelt Nemzetközi Vasúti Fuvarozási Egyezmény (COTIF) kihirdetéséről
- 1986. évi 3. törvényerejű rendelet 	 a szabálysértésről szóló 1968. I. törvény módosításáról
- 1986. évi 4. törvényerejű rendelet 	 a társadalombiztosításról szóló 1975. évi II. törvény módosításáról
- 1986. évi 5. törvényerejű rendelet 	 a Magyar Tudományos Akadémiáról szóló 1979. évi 6. törvényerejű rendelet módosításáról
- 1986. évi 6. törvényerejű rendelet 	 a Bonnban, az 1979. évi június hó 23. napján kelt, a vándorló vadon élő állatfajok védelméről szóló egyezmény kihirdetéséről
- 1986. évi 7. törvényerejű rendelet 	 a Magyar Népköztársaság és a Svéd Királyság között Budapesten, az 1983. évi szeptember hó 28. napján aláírt bűnügyi jogsegélyszerződés kihirdetéséről
- 1986. évi 8. törvényerejű rendelet 	 a Magyar Népköztársaság és a Vietnami Szocialista Köztársaság között a polgári, a családjogi és a bűnügyi jogsegély tárgyában Hanoiban 1985. évi január hó 18. napján aláírt szerződés kihirdetéséről
- 1986. évi 9. törvényerejű rendelet 	 az Állami Ifjúsági és Sporthivatalról
- 1986. évi 10. törvényerejű rendelet 	 az állami népességnyilvántartásról
- 1986. évi 11. törvényerejű rendelet 	 a felszámolási eljárásról
- 1986. évi 12. törvényerejű rendelet a munka törvénykönyve módosításáról
- 1986. évi 13. törvényerejű rendelet 	 a Magyar Népköztársaság felsőoktatási intézményeiről
- '1986. évi 14. törvényerejű rendelet 	 a Gyermekek Jogellenes Külföldre Vitelének Polgári Jogi Vonatkozásairól szóló, Hágában az 1980. évi október 25. napján kelt szerződés kihirdetéséről
- 1986. évi 15. törvényerejű rendelet 	 a Washingtonban, 1973. március 3. napján elfogadott, a veszélyeztetett vadon élő állat- és növényfajok nemzetközi kereskedelméről szóló egyezmény kihirdetéséről
- 1986. évi 16. törvényerejű rendelet a munka törvénykönyve módosításáról
- 1986. évi 17. törvényerejű rendelet 	 egyes szövetkezeti jogszabályok módosításáról
- 1986. évi 18. törvényerejű rendelet 	 a belkereskedelemről szóló 1978. évi I. törvény módosításáról
- 1986. évi 19. törvényerejű rendelet 	 a magánkereskedelemről szóló 1977. évi 15. törvényerejű rendelet módosításáról
- 1986. évi 20. törvényerejű rendelet 	 az ipari tulajdon oltalmára létesült uniós egyezmények 1967. július 14-én Stockholmban felülvizsgált, illetve létrehozott szövege módosításának kihirdetéséről
- 1986. évi 21. törvényerejű rendelet 	 egyes iparjogvédelmi uniós megállapodások módosításának kihirdetéséről
- 1986. évi 22. törvényerejű rendelet 	 a Szabadalmi Együttműködési Szerződés módosításának kihirdetéséről
- 1986. évi 23. törvényerejű rendelet 	 a mikroorganizmusok szabadalmi eljárás céljából történő letétbe helyezése nemzetközi elismeréséről szóló Budapesti Szerződés módosításának kihirdetéséről
- 1986. évi 24. törvényerejű rendelet 	 az eredetmegjelölések oltalmára és nemzetközi lajstromozására vonatkozó Lisszaboni Megállapodás módosításának kihirdetéséről
- 1986. évi 25. törvényerejű rendelet 	 a házadóról
- 1986. évi 26. törvényerejű rendelet 	 a Magyar Vöröskeresztről szóló 1955. évi 25. törvényerejű rendelet módosításáról
- 1986. évi 27. törvényerejű rendelet 	 a földértékelésről szóló 1980. évi 16. törvényerejű rendelet módosításáról
- 1986. évi 28. törvényerejű rendelet 	 az állami pénzügyekről szóló 1979. évi II. törvény módosításáról
- 1986. évi 29. törvényerejű rendelet 	 a Magyar Nemzeti Bankról szóló 1967. évi 36. törvényerejű rendelet módosításáról
- 1986. évi 30. törvényerejű rendelet 	 a bíróságokról szóló 1972. évi IV. törvény módosításáról
- 1986. évi 31. törvényerejű rendelet 	 a Magyar Népköztársaság és az Osztrák Köztársaság között Bécsben, az 1985. évi május hó 6. napján aláírt, a büntetőügyekben hozott bírósági határozatok kölcsönös végrehajtásáról szóló szerződés kihirdetéséről
- 1986. évi 32. törvényerejű rendelet 	 a Magyar Népköztársaság és a Kínai Népköztársaság között Budapesten, 1986. június 3-án aláírt konzuli egyezmény kihirdetéséről
- 1986. évi 33. törvényerejű rendelet 	 a bírósági végrehajtásról szóló 1979. évi 18. törvényerejű rendelet módosításáról
- 1986. évi 34. törvényerejű rendelet 	 a gazdasági társulásokra vonatkozó egyes rendelkezésekről

### Minisztertanácsi rendeletek
- 1/1986. (I. 19.) MT rendelet 	 a Magyar Népköztársaság Kormánya és a Svéd Királyság Kormánya között a vízumkényszer kölcsönös megszüntetéséről Budapesten, 1985. november 29-én aláírt egyezmény kihirdetéséről
- 2/1986. (I. 19.) MT rendelet 	 a nukleáris export és import engedélyezéséről
- 3/1986. (II. 13.) MT rendelet 	 a szabadalmi ügyvivőkről szóló 5/1976. (III. 30.) MT rendelet módosításáról
- 4/1986. (II. 21.) MT rendelet 	 a közületi szervek gépjárműveiről
- 5/1986. (II. 27.) MT rendelet 	 a társadalombiztosításról szóló 1975. évi II. törvény végrehajtása tárgyában kiadott 17/1975. (VI. 14.) MT rendelet módosításáról
- 6/1986. (III. 9.) MT rendelet 	 az egyes szabálysértésekről szóló 17/1968. (IV. 14.) Korm. rendelet módosításáról
- 7/1986. (III. 20.) MT rendelet 	 az agrár és élelmiszertermelő ágazatok jövedelemszabályozásáról szóló 45/1984. (XI. 6.) MT rendelet módosításáról
- 8/1986. (III. 20.) MT rendelet 	 az építéstervezési jogosultságról
- 9/1986. (IV. 1.) MT rendelet 	 a nemzeti gondozottakról szóló 28/1966. (XII. 18.) Korm. rendelet módosításáról
- 10/1986. (IV. 21.) MT rendelet 	 a magyar állampolgár külföldön történő munkavállalásáról szóló 8/1983. (V. 4.) MT rendelet módosításáról
- 11/1986. (IV. 21.) MT rendelet 	 a Magyar Népköztársaság Kormánya és a Csehszlovák Szocialista Köztársaság Kormánya között, Budapesten, az 1985. évi december hó 2. napján aláírt, a magyar és a csehszlovák állampolgárok határmenti területeken történő kölcsönös foglalkoztatásáról szóló egyezmény kihirdetéséről
- 12/1986. (IV. 22.) MT rendelet 	 a sajtóról szóló 1986. évi II. törvény végrehajtásáról
- 13/1986. (V. 6.) MT rendelet 	 a Magyar Népköztársaság Kormánya és a Jugoszláv Szocialista Szövetségi Köztársaság Képviselőházának Szövetségi Végrehajtó Tanácsa között, a dunai határforgalomnak Mohácson és Bezdánban való ellenőrzéséről szóló, Pécsett, az 1983. évi április hó 28. napján aláírt egyezmény kihirdetéséről
- 14/1986. (V. 6.) MT rendelet 	 egyes munkajogi szabályok módosításáról
- 15/1986. (V. 7.) MT rendelet 	 a honvédelemről szóló 1976. évi I. törvény végrehajtására kiadott 6/1976. (III. 31.) MT rendelet módosításáról
- 16/1986. (V. 16.) MT rendelet 	 az iskolai szövetkezetről és az iskolai szövetkezeti csoportról
- 17/1986. (V. 16.) MT rendelet 	 a kisvállalkozások részére kifizetett ellenérték adójáról szóló 1/1985. (I. 10.) MT rendelet módosításáról
- 18/1986. (V. 16.) MT rendelet 	 a mezőgazdasági termelőszövetkezetek kölcsönös támogatási alapjairól szóló 31/1980. (VII. 31.) MT rendelet módosításáról
- 19/1986. (V. 16.) MT rendelet 	 az agrár és élelmiszertermelő ágazatok jövedelemszabályozásáról szóló 45/1984. (XI. 6.) MT rendelet módosításáról
- 20/1986. (V. 22.) MT rendelet 	 a Magyar Népköztársaság Kormánya és a Szovjet Szocialista Köztársaságok Szövetsége Kormánya között, a határmenti településeken lakó állampolgárok egyszerűsített határátlépésének rendjéről szóló, Moszkvában, 1985. augusztus 1-jén aláírt egyezmény kihirdetéséről
- 21/1986. (VI. 2.) MT rendelet 	 a levegő tisztaságának védelméről
- 22/1986. (VI. 20.) MT rendelet 	 a középfokú iskoláknak és a vállalatoknak a gyakorlati oktatási feladatok ellátására irányuló együttműködéséről, valamint a vállalatoknál folyó gyakorlati oktatásról
- 23/1986. (VI. 26.) MT rendelet 	 egyes kulturális tevékenységek folytatásáról
- 24/1986. (VI. 26.) MT rendelet 	 a szakfordításról és tolmácsolásról
- 25/1986. (VII. 8.) MT rendelet 	 az állami népességnyilvántartásról szóló 1986. évi 10. törvényerejű rendelet végrehajtásáról
- 26/1986. (VII. 16.) MT rendelet 	 az állami szanálásról
- 27/1986. (VII. 16.) MT rendelet 	 a felszámolási eljárás alatt álló gazdálkodó szervezetek dolgozóinak munkaviszonyával, illetve tagsági viszonyával kapcsolatos egyes kérdésekről
- 28/1986. (VII. 16.) MT rendelet 	 a felmondási idő meghosszabbításáról és az elhelyezkedési támogatásról
- 29/1986. (VII. 23.) MT rendelet 	 a Magyar Tudományos Akadémiáról szóló 1979. évi 6. törvényerejű rendelet hatálybalépéséről és a Magyar Tudományos Akadémia alapszabályainak jóváhagyásáról szóló 27/1979. (VIII. 1.) MT rendelet módosításáról
- 30/1986. (VIII. 10.) MT rendelet 	 az állami kitüntetések és kitüntető címek után járó nyugdíjkedvezményekről szóló 30/1985. (VI. 22.) MT rendelet kiegészítéséről [1]
- 31/1986. (VIII. 20.) MT rendelet 	 az iskolai nevelés-oktatás egyedi intézményeiről
- 32/1986. (VIII. 21.) MT rendelet 	 az ipari takarmányok előállításáról és forgalomba hozataláról szóló 9/1974. (III. 21.) MT rendelet módosításáról
- 33/1986. (VIII. 26.) MT rendelet 	 a tanácsokról szóló 1971. évi I. törvény végrehajtására kiadott 11/1971. (III. 31.) Korm. rendelet módosításáról
- 34/1986. (VIII. 26.) MT rendelet 	 a tanácsi művelődési intézmények létesítésének, illetőleg megszüntetésének általános szabályairól
- 35/1986. (VIII. 26.) MT rendelet 	 a kisszövetkezetek és a fogyasztási szolgáltató kisvállalatok jövedelemszabályozásáról szóló 50/1981. (X. 27.) MT rendelet módosításáról
- 36/1986. (VIII. 26.) MT rendelet 	 a társadalombiztosításról szóló 1975. évi II. törvény végrehajtására kiadott 17/1975. (VI. 14.) MT rendelet módosításáról
- 37/1986. (VIII. 31.) MT rendelet 	 az egyetemek kari tagozódásáról, valamint az egyetemi továbbképző intézetekről
- 38/1986. (IX. 11.) MT rendelet 	 a Magyar Népköztársaság Kormánya és a Román Szocialista Köztársaság Kormánya között a magyar-román államhatár szolgálati célú átlépéséhez szükséges határátlépési igazolványok egységesítéséről szóló, Budapesten, 1982. évi március hó 18. napján aláírt egyezmény kihirdetéséről
- 39/1986. (IX. 11.) MT rendelet 	 egyes szövetkezeti jogszabályok módosításáról
- 40/1986. (IX. 11.) MT rendelet 	 a társadalmi tulajdonban történt káresetekkel kapcsolatos előzetes eljárásról szóló 168/1951. (IX. 13.) MT rendelet hatályon kívül helyezéséről
- 41/1986. (X. 11.) MT rendelet 	 az Állami Egyházügyi Hivatal felállításáról szóló 1959. évi 25. törvényerejű rendelet végrehajtására kiadott 33/1959. (VI. 2.) Korm. rendelet módosításáról
- 42/1986. (X. 18.) MT rendelet 	 a raktárgazdálkodásról
- 43/1986. (X. 18.) MT rendelet 	 a munka törvénykönyve végrehajtásáról szóló 48/1979. (XII. 1.) MT rendelet módosításáról
- 44/1986. (X. 18.) MT rendelet 	 az agrár- és élelmiszertermelő ágazatok jövedelemszabályozásáról szóló 45/1984. (XI. 6.) MT rendelet módosításáról
- 45/1986. (X. 30.) MT rendelet 	 a szeszes ital árusításának és fogyasztásának korlátozásáról
- 46/1986. (X. 31.) MT rendelet 	 a vállalati jövedelemszabályozásról szóló 40/1984. (XI. 5.) MT rendelet módosításáról
- 47/1986. (X. 31.) MT rendelet 	 a közszolgáltató vállalatok jövedelemszabályozási rendjéről szóló 42/1984. (XI. 5.) MT rendelet módosításáról
- 48/1986. (X. 31.) MT rendelet 	 a vállalati keresetszabályozásról, az érdekeltségi alap anyagi ösztönzési célú felhasználásáról és a magasabb vezető állású dolgozók anyagi érdekeltségi rendszeréről szóló 43/1984. (XI. 5.) MT rendelet módosításáról
- 49/1986. (XI. 12.) MT rendelet 	 a Magyar Népköztársaság és a Portugál Köztársaság Kormányai között létrejött, a származási jelzések, eredetmegjelölések és egyéb földrajzi megnevezések oltalmáról szóló Megállapodás kihirdetéséről
- 50/1986. (XI. 26.) MT rendelet 	 a Magyar Népköztársaság Kormánya és a Szovjet Szocialista Köztársaságok Szövetségének Kormánya között Budapesten, 1986. évi január hó 15. napján aláírt, a magyar-szovjet vasúti határforgalomról szóló Egyezmény kihirdetéséről
- 51/1986. (XI. 26.) MT rendelet 	 a kiskorúakról való állami gondoskodásról, valamint a szülő és a gyermek kapcsolattartásának szabályozásáról
- 52/1986. (XII. 3.) MT rendelet 	 a beruházási és állóeszköz-fenntartási teljesítmények elszámolásáról
- 53/1986. (XII. 10.) MT rendelet 	 az állami pénzügyekről szóló 1979. évi II. törvény végrehajtásáról rendelkező 23/1979. (VI. 28.) MT rendelet módosításáról
- 54/1986. (XII. 10.) MT rendelet 	 a pénzforgalomról és a bankhitelről szóló 39/1984. (XI. 5.) MT rendelet módosításáról
- 55/1986. (XII. 10.) MT rendelet 	 az állami bankfelügyeletről
- 56/1986. (XII. 10.) MT rendelet 	 az állami biztosításfelügyeletről
- 57/1986. (XII. 10.) MT rendelet 	 a bíróság által felülvizsgálható államigazgatási határozatokról szóló 63/1981. (XII. 5.) MT rendelet kiegészítéséről
- 58/1986. (XII. 10.) MT rendelet 	 a természetvédelemről szóló 1982. évi 4. törvényerejű rendelet végrehajtására kiadott 8/1982. (III. 15.) MT rendelet módosításáról
- 59/1986. (XII. 10.) MT rendelet 	 a Rehabilitációs Alapról
- 60/1986. (XII. 17.) MT rendelet 	 a vállalkozással és a szállítási szerződéssel kapcsolatos versenytárgyalásról szóló 14/1982. (IV. 22.) MT rendelet módosításáról
- 61/1986. (XII. 17.) MT rendelet 	 a magánszemélyek földadójáról szóló 36/1976. (X. 17.) MT rendelet módosításáról
- 62/1986. (XII. 17.) MT rendelet 	 a kisvállalkozások részére kifizetett ellenérték adójáról szóló 1/1985. (I. 10.) MT rendelet módosításáról
- 63/1986. (XII. 17.) MT rendelet 	 a társadalombiztosításról szóló 1975. évi II. törvény végrehajtására kiadott 17/1975. (VI. 14.) MT rendelet módosításáról
- 64/1986. (XII. 28.) MT rendelet 	 a nyugellátások és nyugdíjszerű egyéb ellátások évenkénti rendszeres emeléséről szóló 57/1985. (XII. 27.) MT rendelet módosításáról

### Egyéb fontosabb jogszabályok

#### Miniszteri rendeletek

##### Február
- 1/1986. (II. 21.) ÉVM-EüM együttes rendelet a köztisztasággal és a települési szilárd hulladékkal össze-függő tevékenységekről
- 3/1986. (II. 21.) IM rendelet Az igazságügyi szakértők díjazásáról

##### Március
- 4/1986. (III. 9.) MÉM rendelet A munkavédelemről

##### Május
- 5/1986. (V. 7.) ÉVM rendelet a munkavédelemről

##### Június
- 6/1986. (VI. 20.) ÉVM—KM rendelet az építőgépkezelő munkakörök képesítéshez kötéséről és az építőgépkezelők képzéséről szóló 6/1980. (I. 25.) ÉVM— KPM együttes rendelet módosításáról
- 6/1986. (VI. 26.) IM rendelet a költségmentesség alkalmazásáról a bírósági eljárásban
- 7/1986. (VI. 26.) MM rendelet a szakfordító és tolmácsképesítés megszerzésének feltételeiről
- 12/1987. (VI. 29.) MM rendelet a gyámhatóságokról, egyes gyámhatósági feladatokról és a gyámhatósági eljárásról

##### Augusztus
- 4/1986. (VIII. 10.) EüM—BM együttes rendelet A pszichotrop anyagok gyártásáról, feldolgozásáról, forgalomba hozataláról, behozataláról, kiviteléről, raktározásáról és használatáról szóló 4/1980. (VI. 24.) EüM—BM számú együttes rendelet módosításáról [1]
- 5/1988. (VIII. 10.) EüM rendelet A légszennyező anyagok, a levegőminőségi határértékek és a légszennyezettség mérésére vonatkozó szabályok megállapításáról
- 6/1986. (VIII. 10.) EüM rendelet Egyes mozgáskorlátozott személyek, személygépjárműivel kapcsolatos kedvezményekről
- 7/1986. (VIII. 10.) EüM rendelet A gyógy- és üdülőhelyekről szóló 62/1984. (XII. 19.) MT számú rendelet, és a gyógyfürdőintézményekről, valamint a természetes gyógytényezők hasznosításáról szóló 63/1984. (XII. 19.) MT számú rendelet végrehajtásáról
- 3/1986. (VIII. 10.) KkM—PM rendelet  A Kereskedelmi Vámtarifa 1986. évi alkalmazásáról szóló 6/1985. (XII. 30.) KkM—PM számú rendelet módosításáról
- 10/1986. (VIII. 10.) MÉM A földhivatalok illetékességéről és működésük egyes kérdéseiről szóló 27/1983. (XII. 29.) MÉM számú rendelet módosításáról
- 14/1986. (VIII. 10.) MM rendelet Az előírt szakképesítéssel nem rendelkezők pedagógus-munkakörbe való alkalmazásának, illetőleg a munkaviszonyban állók foglalkoztatásának feltételeiről
- 24/1986. (VIII. 10.) PM rendelet A leltározási, mérleg- és mérlegbeszámoló készítési kötelezettségről szóló 55/1970. (XII. 30.) PM számú rendelet módosításáról
- 25/1986. (VIII. 10.) PM rendelet A vállalatok, a szövetkezetek és területi (szakmai) szövetségeik, valamint a jogi személyiséggel rendelkező gazdasági társulások törzskönyvi nyilvántartásáról és képviseleti könyvéről szóló 59/1979. (XII. 24.) PM számú rendelet módosításáról
- 18/1986. (VIII. 26.) MM rendelet a szakközépiskolákban és a szakmunkás-képző iskolákban oktatható szakokról, illetőleg szakmákról
- 21/1986. (VIII. 31.) MM endelet a felsőoktatási intézmények hallgatóinak tanulmányi és vizsgarendjéről
- 22/1986. (VIII. 31.) MM rendelet a felsőoktatási intézmények hallgatóinak fegyelmi szabályzatáról
- 24/1986. (VIII. 31.) MM rendelet a felsőoktatási intézményekben működő KISZ-szervezetek, továbbá a hallgatói közösségek és a hallgatói képviselők jogairól
- 25/1986. (VIII. 31.) MM rendelet a felsőoktatási intézményekben folyó nevelő-oktató munka hallgatói véleményezéséről

##### Szeptember
- 29/1986. (IX. 1.) MM rendelet az egyes sajtótermékek engedélyezéséről és az impresszum feltüntetéséről
- 10/1986. (IX. 24.) EüM rendelet a területi szociális gondozásról

##### December
- 17/1986. (XII. 28.) EüM rendelet az esetenkénti segélyekről
- 21/1986. (XII. 28.) MÉM rendelet a geodéziai azonosítók rendszeréről

#### Kormányhatározatok
- 1006/1986. (II. 13.) MT határozat a Népművelési Intézetről szóló 1004/1969. (II. 23.) Korm. határozat hatályon kívül helyezéséről
- 1032/1986. (VI. 20.) MT határozat a művelődési miniszter feladatköréről szóló 1028/1980. (VII. 23.) MT határozat módosításáról
- 1033/1986. (VI. 20.) MT határozat a Közművelődési Alapról
- 1034/1986. (VI. 20.) MT határozat a szakirány szerint illetékes miniszterekről
- 1050/1986. (VIII. 10.) Mt. h. Az országgyűlési képviselők tevékenységének támogatásában az államigazgatási szervek feladatairól [1]
- 1051/1986. (VIII. 10.) Mt. h. „Stromfeld Aurél díj” alapításáról
- 1052/1986. (VIII. 10.) Mt. h. A Magyar Kereskedelmi Kamara alapszabályának jóváhagyásáról